# Aérospatiale-Matra
Aérospatiale-Matra era un fabricante de aeronaves y misiles europeo. Se formó en 1999 con la fusión de las compañías francesas Aérospatiale y Matra Haute Technologie.
La empresa tuvo una trayectoria corta: el 10 de julio de 2000 se integró con Dornier y DaimlerChrysler Aerospace AG (DASA) de Alemania, Construcciones Aeronáuticas S.A. (CASA) de España para formar EADS.

## Aérospatiale-Matra Missiles
Aunque Matra se fundó en 1996 como un grupo de misiles por Matra BAe Dynamics y British Aerospace Dynamics, mantiene su subsidiaria de misiles, Matra Missiles. Esta se convertiría en Aérospatiale Matra Missiles (AMM) en 1999 y finalmente EADS Aérospatiale Matra Missiles antes de convertirse en parte de MBDA.
- Datos: Q4833248